# Fernando María Giner Giner
Fernando María Giner Giner (Vallada, 1952) és un mestre i polític valencià. Estudià magisteri i treballà com a professor a Vilafranca del Penedès i a Vallada, alhora que ha estat vinculat a Lo Rat Penat i president de la Real Academia de Cultura Valenciana.
Com a professor, ha estat director del col·legi públic Ramon Marí de Vallada durant 10 anys i actualment està adscrit a l'Institut de secundària de Vallada en l'especialitat de Matemàtiques i Ciències Naturals.

## Trajectòria política
Inicialment milità a la UCD, de la qual fou secretari comarcal de La Costera. Després de l'ensulsiada del partit, va treballar en política com a independent amb un xicotet partit d'àmbit local, Unitat Valladina amb la qual accedí a l'alcaldia en un govern de minoria el 1987. Va aconseguir el 1991 majoria absoluta per Unió Valenciana (UV). Este èxit va dur al seu fitxatge pel Partit Popular (PP) el 1995, repetint així a partir d'eixe any quatre majories absolutes amb els populars, fins que el 2011 la perdé i deixà el consistori.
També ha estat president de la Diputació de València (1999-2007), membre del Consell de la Federació Valenciana de Municipis i Províncies (1995-1999) i vicepresident (1999-2007), i vicepresident del Consell de Municipis i Regions d'Europa. També ha presidit la Institució Alfons el Magnànim i diverses empreses dependents de la Diputació Provincial.
Ha estat diputat per la província de València a les eleccions a les Corts Valencianes de 1991 amb UV i a les eleccions a les Corts Valencianes de 1995, 2007 i 2011 amb el PP, partit en el qual va ingressar el 1995. Ben relacionat amb Eduardo Zaplana, el 2004 presentà la seva candidatura a presidir el PP de la província de València, però finalment aquest li va retirar el suport i fou escollit Alfonso Rus Terol, candidat de Francisco Camps.